# هال دروی
هال دروی (به انگلیسی: HAL Dhruv) یک بالگرد ساختِ کارخانهٔ هیندوستان آیروناتیکس در کشور هند است که در سال ۱۹۹۲ ساخته شد. نخستین استفاده‌کنندهٔ این بالگرد ارتش هند بوده‌است. این بالگرد برای نخستین بار در ۲۰ اوت ۱۹۹۲ میلادی مورد استفاده قرار گرفت.